# ノルトハウゼン

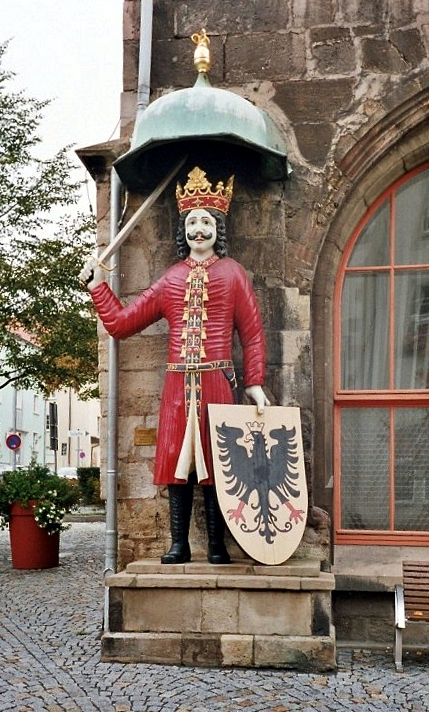
ノルトハウゼンにあるローランドの立像

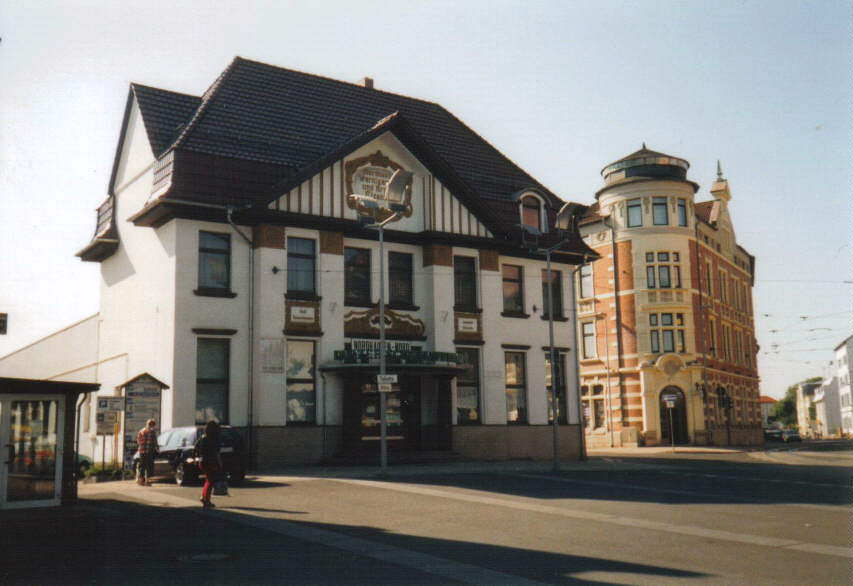
ノルトハウゼン北駅の駅舎（2003年）

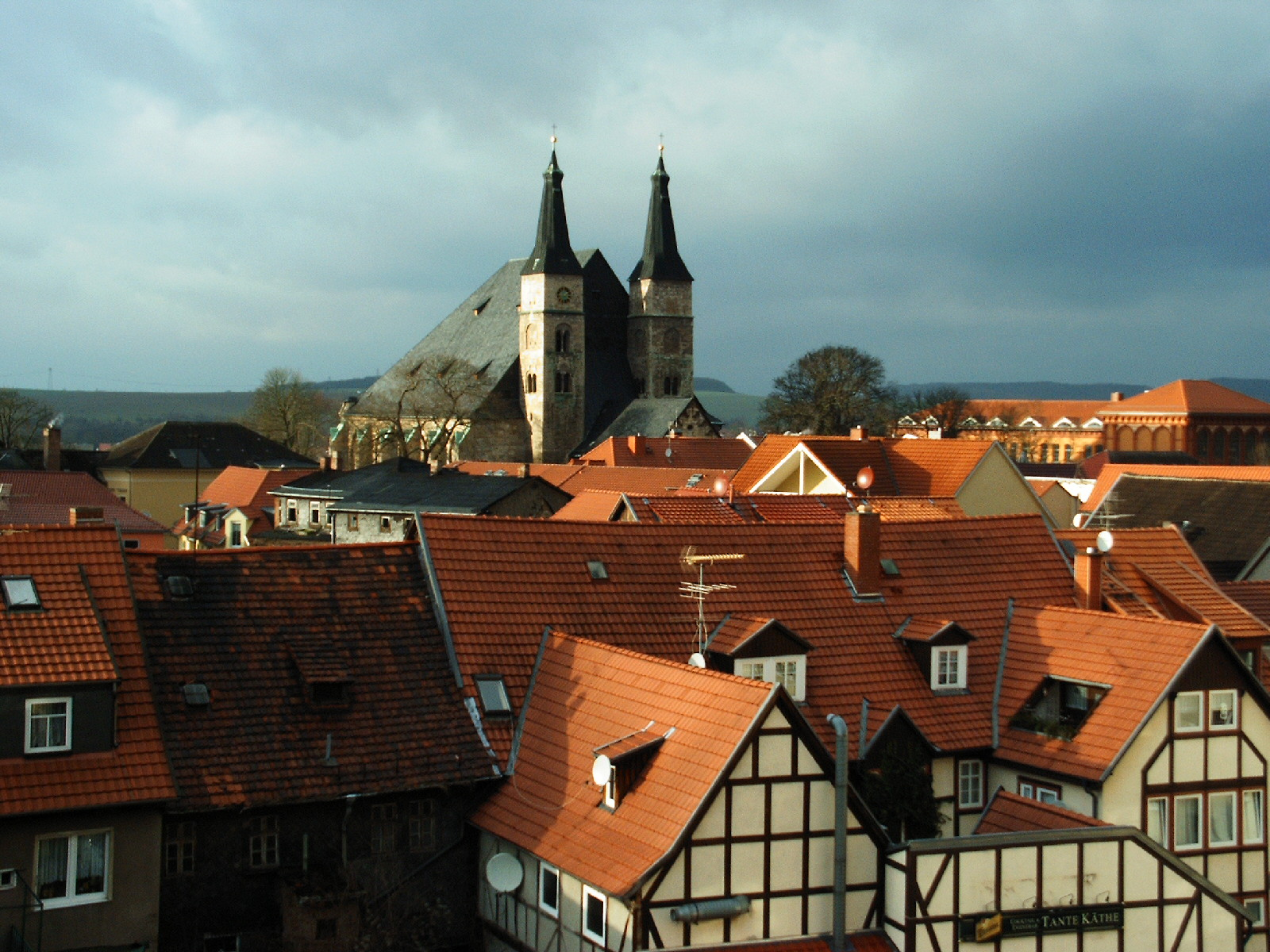
聖十字教会の大聖堂

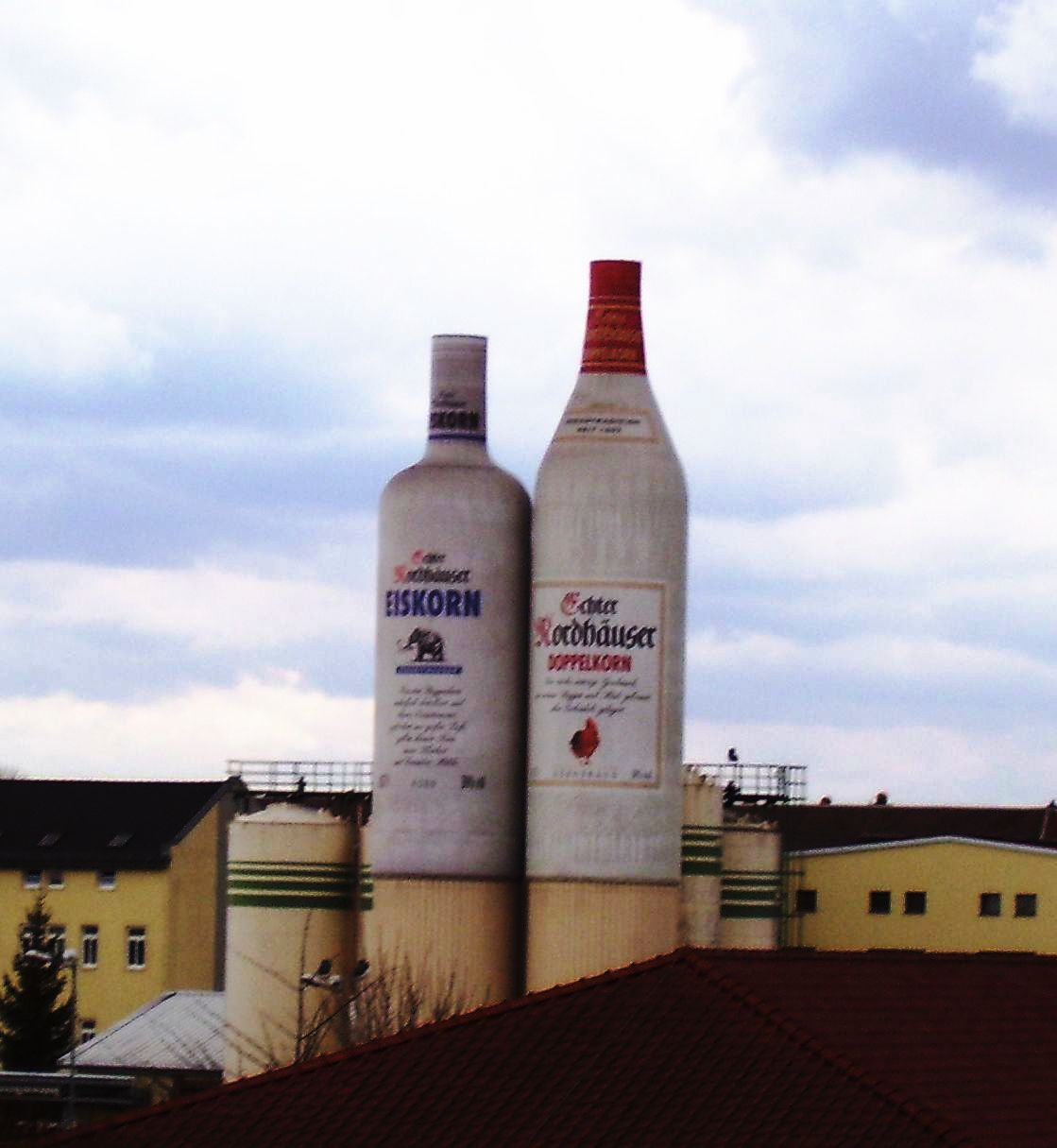
ノルトコルン社のコルン製品をかたどった広告

ノルトハウゼン（Nordhausen）は、ドイツのテューリンゲン州にある、ハルツ山地南端に位置する人口約45,000人の都市で、ノルトハウゼン郡の郡庁所在地である。かつてはたばこ産業で知られ、今はノルトコルン・ノルトハウゼン社が製造販売する各種の蒸留酒（コルン）、とくに「ノルトハウザー・ドッペルコルン」ブランドが有名である。

## 歴史
この都市は、927年5月13日の東フランク王ハインリヒ1世の書類の中で初めて公式に言及されているが、この土地の初期の村落は、785年ごろまで溯る。神聖ローマ皇帝フリードリヒ2世は1220年にこの都市を帝国自由都市とし、さらに1430年にノルトハウゼンはハンザ同盟に加盟した。1500年には、ニーダーザクセン帝国クライスの一部となり、その同じ年あたりから発酵させた穀物酒が作られ始め、それは「ノルトハウザー・ドッペルコルン」の名前で有名になった。1523年、この年にトマス・ミュンツァーがしばらく滞在し、宗教改革がノルトハウゼンへともたらされた。

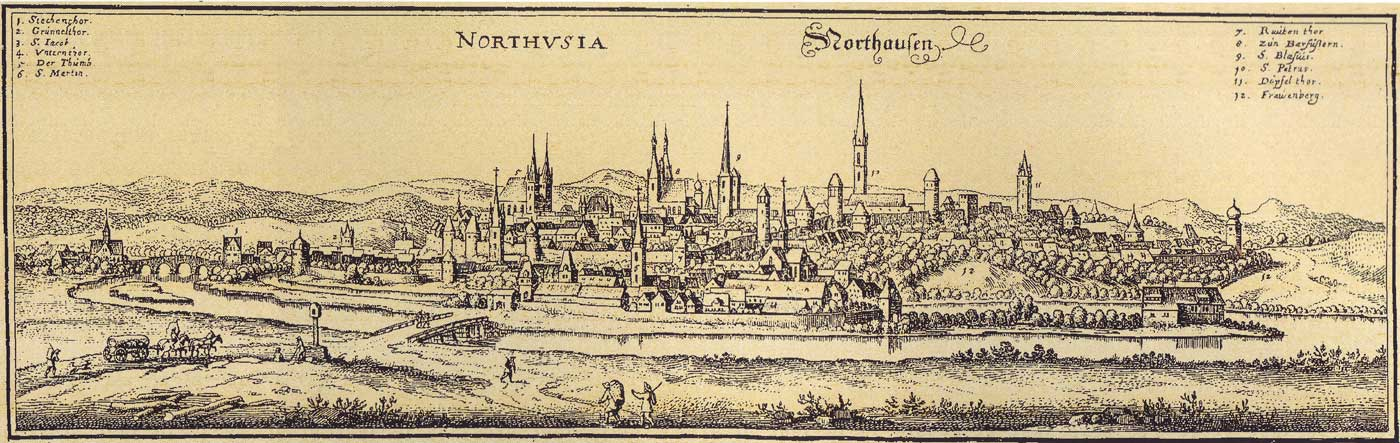
17世紀のノルトハウゼン

1648年のヴェストファーレン条約の後、ノルトハウゼン周辺の多くはブランデンブルク＝プロイセンの一部となったが、この都市そのものは独立したままであった。ナポレオン戦争の最中の1802年8月2日に、プロイセン軍がノルトハウゼンを占領し、この都市は、帝国代表者会議での帝国自由都市としての地位を失った。次いで、1807年に創設されたヴェストファーレン王国の一部となった。ナポレオン・ボナパルトの敗北後、ノルトハウゼンは、1816年に創られたプロイセン王国のザクセン州に編入された。ノルトハウゼンは、1882年から1950年まで独立市であった。
1866年に、ノルトハウゼンはハレと鉄道で結ばれた。
コーンシュタイン山にあるV2ロケット工場「ミッテルヴェルケ」（中央工場の意）へ労働力を提供するために、第二次世界大戦中にナチス・ドイツのミッテルバウ＝ドーラ強制収容所が町の郊外に置かれた。1945年4月3日と4日に、町の4分の3がイギリス空軍の爆撃で破壊され、この時、約8,800人が死亡した。1944年8月24日早く、作戦568で11機のB-17が好適な目標としてノルトハウゼンの飛行場を爆撃した。1945年4月11日に、アメリカ軍がこの都市を占領し、7月2日赤軍が引き継いだ。
ノルトハウゼンは、1949年から1990年まで東ドイツに属し、エアフルト県の管轄とされた。1990年のドイツ再統一の後、ノルトハウゼンは、再び創設されたテューリンゲン州の一部とされた。その後、往時を復元した旧市街が、再建されつつある。2007年12月1日にペータースドルフ (Petersdorf)、ロディスハイン (Rodishain)、シュテンペダ (Stempeda) の各自治体がノルトハウゼンに統合された。

## 近況
ノルトハウゼンは近年、大きな労働争議のために国際的ニュースを提供している。2007年7月10日以来、Biria自転車工場（Bike Systems GmbHの子会社）の135人の労働者が工場を占拠しており、生産を再開して消費者や小売店に直接自転車を販売している。

## 主要観光地
- ローランドの17世紀の立像：市役所の外壁にあり、街の象徴とみなされている。
- 聖十字教会の大聖堂：10世紀中ごろに建設された教会を起源とする。1220年に、その教会が大聖堂へと改造された。この建物は、後期ゴシック様式の身廊を備え、一方で塔、地下室、回廊はロマネスク様式である。
- フラウエンベルガー教会：ロマネスク様式の教会
- ペトルス塔：1945年に破壊された、14世紀の教会の残存している塔
- クンストハウス（芸術の家）・メイエンブルク：20世紀初期のユーゲント・シュティールの村で、現代芸術の小さな美術館がある。
- 劇場：1917年建造

## 交通
- ノルトハウゼン駅 - 2022年1月現在、ドイツ鉄道の快速列車（RE）・普通列車（RB）が停車する。
- ノルトハウゼン市電 - ノルトハウゼン駅北側の駅前広場から、市内各所へ連絡している。
- ハルツ狭軌鉄道 - ノルトハウゼン駅前広場に面したノルトハウゼン北駅は、ハルツ縦貫鉄道線（Harzer Querbahn）の南側の終着駅である。

## 姉妹都市
ノルトハウゼンは、以下の都市と姉妹提携している。
- ベト・シェメシュ、イスラエル
- シャルルヴィル＝メジエール、フランス
- ボーフム、ドイツ
- オストルフ・ヴィエルコポルスキ、ポーランド

## 出身者
- ヴィルヘルム・ゲゼニウス - 神学者
- ロタール・デメジエール - 政治家
- カール・エーベルハルト・ヘルヴァルト・フォン・ビッテンフェルト - 軍人
- アリアネ・フリードリヒ - 陸上競技選手

## 参照
1. ↑  Bevölkerung der Gemeinden vom Thüringer Landesamt für Statistik
2. ↑  “8th Air Force 1944 Chronicles”. 2007年9月12日時点のオリジナルよりアーカイブ。2008年1月27日閲覧。 July[リンク切れ], August[リンク切れ], October
3. ↑  “Bike Europe - The Website for Bike Professionals” (2008年). 2008年1月27日閲覧。